# Instituto para la Investigación de la Cuestión Judía
El Instituto de Investigación de la Cuestión Judía (en alemán: Institut zur Erforschung der Judenfrage) fue una institución política del Partido Nazi, fundada en abril de 1939. Concebida como una rama de una universidad de élite del partido proyectada bajo la dirección de Alfred Rosenberg, se inauguró oficialmente en Fráncfort del Meno en marzo de 1941, durante la Segunda Guerra Mundial, y se mantuvo hasta el final de la guerra, en 1945.
No debe confundirse con el Instituto para el Estudio de la Cuestión Judía, que formaba parte del ministerio de propaganda de Goebbels; este último más tarde pasó a llamarse Antisemitische Aktion (Operación Antisemita) y luego Antijüdische Aktion (Operación Antijudía). Además, en la Francia ocupada, el Institut d'étude des questiones juives (Instituto para el Estudio de Asuntos Judíos) fue una institución de propaganda establecida en París en 1943 por el mando militar alemán.
Cuando se fundó el instituto, el diario oficial Ziel und Weg (Objetivo y Camino) de la Asociación Nacionalsocialista de Médicos Alemanes, que estaba dirigida por Leonardo Conti, lo acogió con beneplácito y exigió: "El medio judío debe ser tratado como un judío pleno [...] para que no sea un peligro para la protección del valor racial de los pueblos europeos".
El instituto cooperó con el Instituto del Reich para la Historia de la Nueva Alemania de Walter Frank, especialmente con su Departamento de Investigación para la Cuestión Judía, que estaba dirigido por el demógrafo Friedrich Burgdörfer, quien había publicado el folleto "¿Están muriendo las naciones blancas? El futuro de las naciones blancas y de color a la luz de las estadísticas biológicas", que se convirtió en el origen de la teoría de la conspiración del genocidio blanco.
La revista del instituto "La lucha mundial. Mensual de política global, cultura racial y la cuestión judía en todos los países" (en alemán: Der Weltkampf. Monatsschrift für Weltpolitik, völkische Kultur und die Judenfrage aller Länder) fue editada por Ernst Graf zu Reventlow; los colaboradores incluyeron a Gregor Schwartz-Bostunitsch y Johann von Leers.
El objetivo efectivo del instituto era recopilar información con fines propagandísticos en apoyo de la política antisemita y, más tarde, del Holocausto. Se convirtió en el destinatario de los libros saqueados y otros materiales culturales de las bibliotecas e instituciones judías en los territorios ocupados.
El principal bibliotecario del instituto era Johannes Pohl, erudito en estudios hebreos y judíos, sacerdote católico y exalumno del Pontificio Instituto Bíblico.